# Biecz (gmina)
Biecz (po wojnie przejściowo gmina Biecz II) – gmina miejsko-wiejska w województwie małopolskim, w powiecie gorlickim. W latach 1975–1998 gmina położona była w województwie krośnieńskim.
Siedziba gminy to Biecz.
Według danych z 30 czerwca 2004 gminę zamieszkiwało 16 989 osób.

## Historia
Biecz otrzymał prawa miejskie prawdopodobnie w 1257 r. Miasto szybko się rozwijało i już w XIII w. było siedzibą kasztelanii. W XIV w. powstał powiat biecki. Do niego w XVII w. należało 11 miast i 264 wsie. Miasto jednak zaczęło podupadać, a w 1783 r. nastąpiła likwidacja powiatu bieckiego przez Austriaków. Biecz pod zaborami nie rozwijał się. Po odzyskaniu niepodległości przez Polskę Biecz stał się siedzibą gminy, która do dzisiaj znajduje się w powiecie gorlickim. W okresie międzywojennym gmina Biecz należała do województwa krakowskiego. Po II wojnie światowej gmina należała do województwa rzeszowskiego. W latach 1975–1998 gmina znalazła się w województwie krośnieńskim. Od 1999 roku gmina leży w województwie małopolskim.

## Struktura powierzchni
Według danych z roku 2002 gmina Biecz ma obszar 99,28 km², w tym:
- użytki rolne: 75%
- użytki leśne: 14%

Gmina stanowi 10,26% powierzchni powiatu.

## Demografia

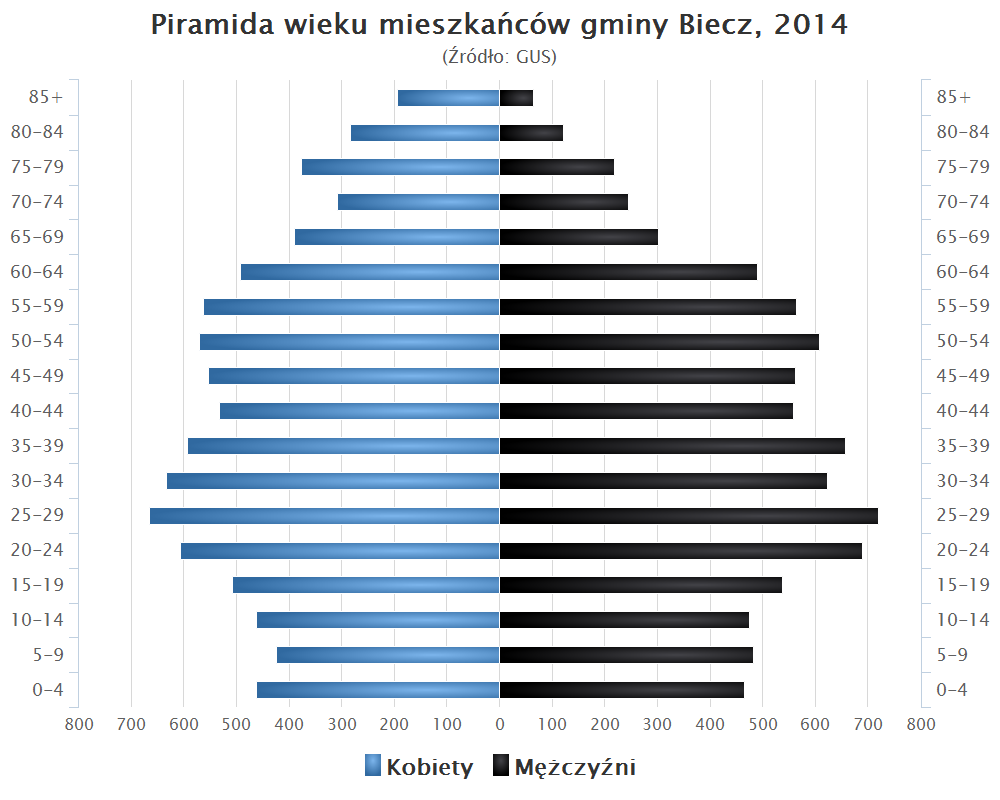
Piramida wieku mieszkańców gminy Biecz w 2014 roku

Dane z 30 czerwca 2004:
| Opis                              | Ogółem | Ogółem | Kobiety | Kobiety | Mężczyźni | Mężczyźni |
| --------------------------------- | ------ | ------ | ------- | ------- | --------- | --------- |
| jednostka                         | osób   | %      | osób    | %       | osób      | %         |
| populacja                         | 16 989 | 100    | 8659    | 51      | 8330      | 49        |
| gęstość zaludnienia (mieszk./km²) | 171,1  | 171,1  | 87,2    | 87,2    | 83,9      | 83,9      |

## Miejscowości gminy Biecz
- Biecz
- Binarowa
- Bugaj
- Głęboka
- Grudna Kępska
- Korczyna
- Libusza
- Racławice
- Rożnowice
- Sitnica
- Strzeszyn

## Religia
- 5 parafii kościoła rzymskokatolickiego
- zbór Świadków Jehowy[4][5]

## Sąsiednie gminy
- Gorlice
- Lipinki
- Moszczenica
- Rzepiennik Strzyżewski
- Skołyszyn
- Szerzyny

## Osoby związane z gminą Biecz
- Kazimierz Klimek – polski geograf, geomorfolog i wykładowca